# Maoriblatta novaeseelandiae
Maoriblatta novaeseelandiae är en kackerlacksart som först beskrevs av Brunner von Wattenwyl 1865.  Maoriblatta novaeseelandiae ingår i släktet Maoriblatta och familjen storkackerlackor. Inga underarter finns listade i Catalogue of Life.